# 聖本圖 (帕拉伊巴州)

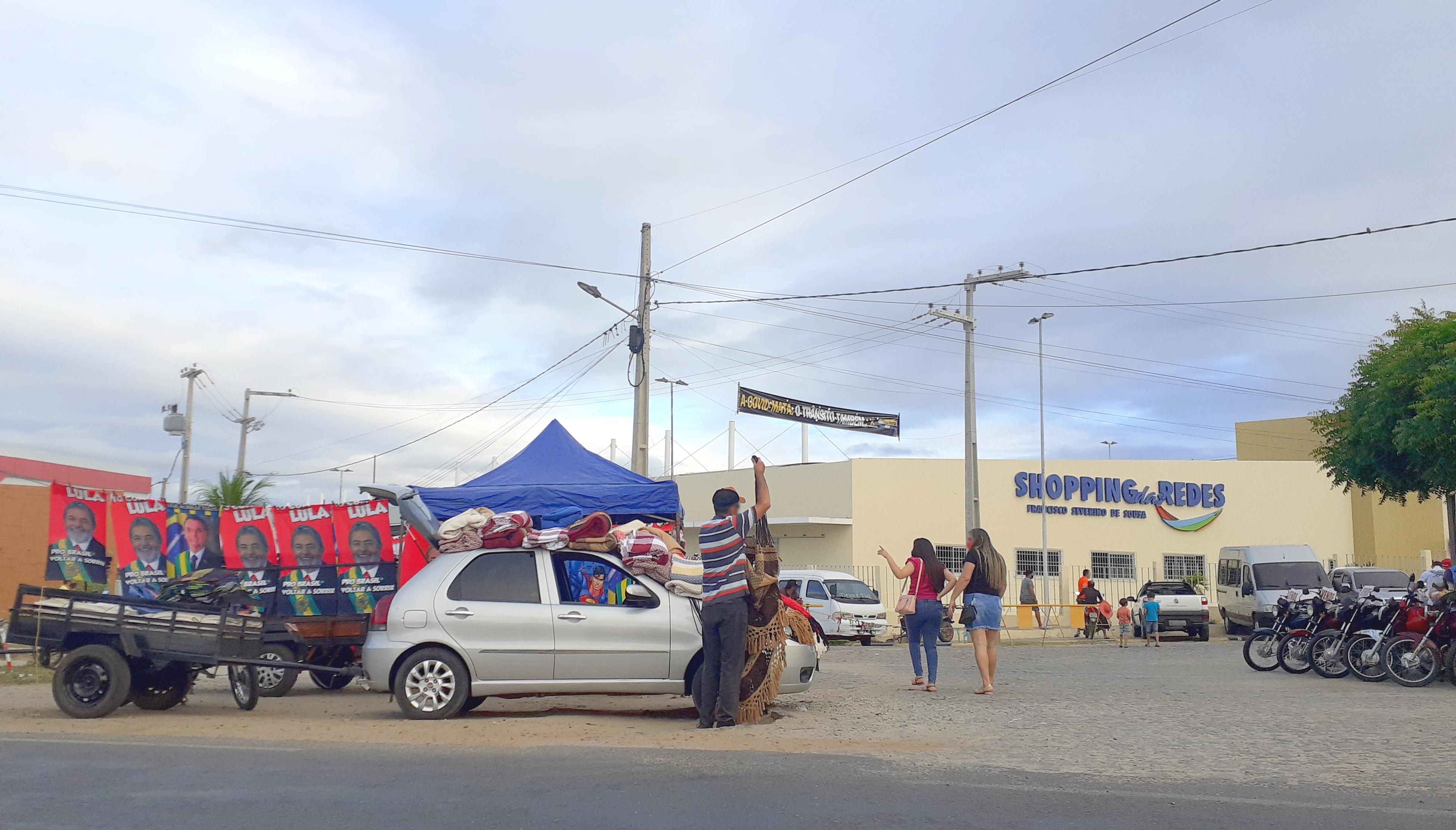
聖本圖

聖本圖（葡萄牙語：São Bento），是巴西的城鎮，位於該國東北部，由帕拉伊巴州負責管轄，始建於1959年4月29日，面積248.2平方公里，2012年人口31,582，人口密度每平方公里127.25人。